# Mopkowy tunel koło Krzystkowic
Mopkowy tunel koło Krzystkowic este o arie protejată (sit de importanță comunitară — SCI) din Polonia întinsă pe o suprafață de 48,05 ha, integral pe uscat.

## Localizare
Centrul sitului Mopkowy tunel koło Krzystkowic este situat la coordonatele 51°48′50″N 15°12′44″E / 51.814°N 15.2121°E.

## Înființare
Situl Mopkowy tunel koło Krzystkowic a fost declarat sit de importanță comunitară în septembrie 2006 pentru a proteja 1 specie de animale.

## Biodiversitate
Situată în ecoregiunea continentală, aria protejată nu include niciun habitat protejat.
La baza desemnării sitului se află o specie protejată de  mamifere: liliac cârn (Barbastella barbastellus).